# Nápoly megye
Nápoly megye Olaszország Campania régiójának egyik megyéje. Székhelye és egyben a régió fővárosa Nápoly.

## Fekvése

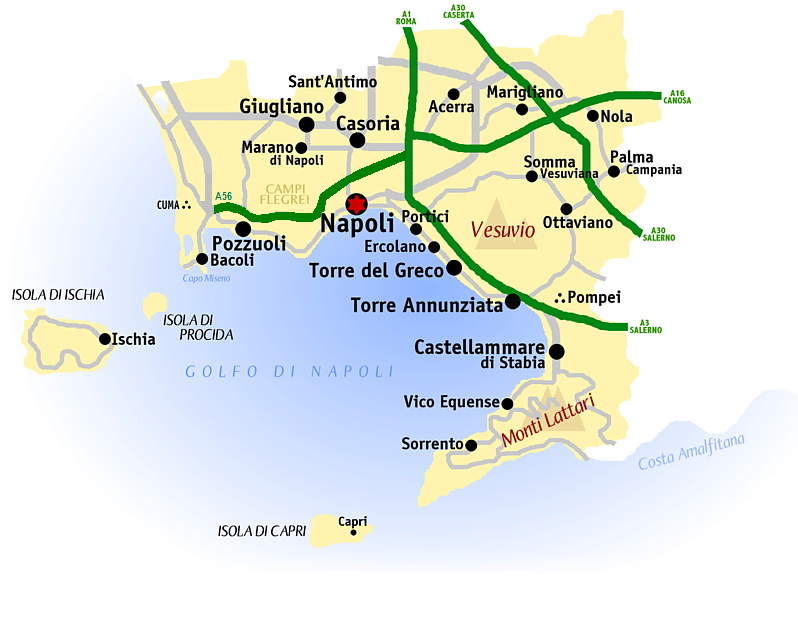
Nápoly megye

A Nápolyi-öböl és a Pozzuoli-öböl partvidékén terül el a Misenói-foktól a Campanella-fokig. A Sorrentói-félszigeten a Monti Lattari hegyvonulat képezi a határvonalat Nápoly és Salerno megyék között. Területéhez tartozik a Campi Flegrei vulkáni zóna, valamint a Vezúv is. A két vulkáni zóna között a Campaniai-síkság terül, amelynek délkeleti részét Nolai-síkságnak neveznek. A Vezúv déli oldalán a Sarno folyó síksága terül el.
A megyéhez tartozik Ischia, Capri valamint Procida szigete is.
Északról déli irányban Caserta megye, Benevento megye, Avellino megye és Salerno megye határolják.
A megye területének nagy részét Nápoly és agglomerációja foglalja el.

## Főbb látnivalók
- természeti látnivalók:
  - a Vezúv, illetve környéke a Vezúvi Nemzeti Park
  - a Campi Flegrei vidéke: Solfatara Pozzuoliban, a Monte Nuovo
  - a Misenói-fok
  - Sorrentói tengerpart
  - Capri, Ischia és Procida szigetek
- a világörökség részét képező látnivalók:
  - Nápoly történelmi központja
  - Pompeii, Herculaneum és Torre Annunziata régészeti lelőhelyei
- kulturális helyszínek:
  - a Vezúvi villák sora Nápolytól Ercolanóig (beleértve a portici királyi palotát)
  - Pozzuoli amfiteátruma és ókori romjai
  - Bacoli római kori leletei
  - Castellammare di Stabia római kori leletei
  - Nola római kori régészeti leletei
  - Cimitile ókeresztény bazilikái

## Községei(comuni)
| Acerra          | Camposano               | Castello di Cisterna  | Grumo Nevano     | Monte di Procida  | Portici                   | Santa Maria la Carità | Torre Annunziata |
| Afragola        | Capri (Olaszország)     | Cercola               | Ischia           | Mugnano di Napoli | Pozzuoli                  | Sant’Agnello          | Torre del Greco  |
| Agerola         | Carbonara di Nola       | Cicciano              | Lacco Ameno      | Nápoly            | Procida                   | Sant’Anastasia        | Trecase          |
| Anacapri        | Cardito                 | Cimitile              | Lettere          | Nola              | Qualiano                  | Sant’Antimo           | Tufino           |
| Arzano          | Casalnuovo di Napoli    | Comiziano             | Liveri           | Ottaviano         | Quarto (Olaszország)      | Sant’Antonio Abate    | Vico Equense     |
| Bacoli          | Casamarciano            | Crispano              | Marano di Napoli | Palma Campania    | Roccarainola              | Saviano               | Villaricca       |
| Barano d’Ischia | Casamicciola Terme      | Ercolano              | Mariglianella    | Piano di Sorrento | San Gennaro Vesuviano     | Scisciano             | Visciano         |
| Boscoreale      | Casandrino              | Forio                 | Marigliano       | Pimonte           | San Giorgio a Cremano     | Serrara Fontana       | Volla            |
| Boscotrecase    | Casavatore              | Frattamaggiore        | Massa di Somma   | Poggiomarino      | San Giuseppe Vesuviano    | Somma Vesuviana       |                  |
| Brusciano       | Casola di Napoli        | Frattaminore          | Massa Lubrense   | Pollena Trocchia  | San Paolo Bel Sito        | Sorrento              |                  |
| Caivano         | Casoria                 | Giugliano in Campania | Melito di Napoli | Pomigliano d’Arco | San Sebastiano al Vesuvio | Striano               |                  |
| Calvizzano      | Castellammare di Stabia | Gragnano              | Meta             | Pompei            | San Vitaliano             | Terzigno              |                  |